# Baeocera sternalis
Baeocera sternalis – gatunek chrząszcza z rodziny kusakowatych, podrodziny łodzikowatych i plemienia Scaphisomatini.
Gatunek ten opisany został w 1914 roku przez Thomasa Brouna.
Chrząszcz o silnie wypukłym z wierzchu ciele długości od 1,25 do 1,35 mm, barwy od jasnorudobrązowej do prawie czarnej z jaśniejszymi końcowymi segmentami odwłoka, czułkami i odnóżami. Jedenasty człon czułków jest umiarkowanie wydłużony. Rzędy przyszwowe na pokrywach są delikatne i sięgają od wierzchołka do około połowy lub ⅓ długości ich szwu. Rzędy epipleuralne pokryw są wyraźnie zaznaczone. Tylna para skrzydeł jest bardzo silnie zredukowana. Epimeryty śródtułowia pozbawione są w linii mezepimeralnych. Zapiersie (metawentryt) pozbawione jest mikrorzeźby, a po bokach grubiej niż przedplecze i pokrywy punktowane. Odnóża mają golenie wąskie u nasady, ku szczytowi zaś pogrubione. Samiec ma gonokoksyt z wierzchołkowym stylusem. Jego edeagus cechuje mniej więcej tak długa jak wyrostek wierzchołkowy nabrzmiała część nasadowa, brak delikatnych i łuskowatych struktur w woreczku wewnętrznym oraz szerokie, wydłużone flagellum.
Owad endemiczny dla Nowej Zelandii, znany z wschodniej i północnej części Wyspy Południowej.